# Beyond Magnetic
«Beyond Magnetic» — мини-альбом группы Metallica, вышедший в 2011 году.

## Об альбоме
Beyond Magnetic состоит из четырёх песен, не попавших в альбом «Death Magnetic» и сочиненных предположительно в период записи альбома. Композиции были представлены на четырёх юбилейных концертах в честь тридцатилетия группы, на которых с группой также выступали и другие рок-музыканты. После последнего юбилейного концерта 13 декабря песни были выпущены в виде EP.

## Список композиций
| №                   | Название             | Длительность |
| ------------------- | -------------------- | ------------ |
| 1.                  | «Hate Train»         | 6:58         |
| 2.                  | «Just A Bullet Away» | 7:10         |
| 3.                  | «Hell & Back»        | 6:57         |
| 4.                  | «Rebel of Babylon»   | 8:02         |
| Общая длительность: | Общая длительность:  | 29:07        |

## Участники записи
- Джеймс Хетфилд — ритм-гитара, вокал; соло-гитара («Just a Bullet Away»)
- Ларс Ульрих — ударные
- Кирк Хэмметт — соло-гитара
- Роберт Трухильо — бас-гитара

## Позиции в чартах
| Чарт                                          | Высшая позиция |
| --------------------------------------------- | -------------- |
| Австралия (ARIA)                              | 19             |
| Канада (Canadian Albums Chart)                | 29             |
| Германия (Offizielle Top 100)                 | 22             |
| Венгрия (MAHASZ)                              | 12             |
| Япония (Oricon)                               | 50             |
| Республика Корея (Circle)                     | 44             |
| Республика Корея (Gaon)                       | 8              |
| Новая Зеландия (RMNZ)                         | 22             |
| Шотландия (Scottish Albums Chart)             | 23             |
| Великобритания (UK Digital Albums Chart)      | 13             |
| Великобритания (UK Rock & Metal Albums Chart) | 1              |
| США (Billboard 200)                           | 32             |
| США (Billboard Digital Albums)                | 2              |
| США (Billboard Top Alternative Albums)        | 5              |
| США (Billboard Top Hard Rock Albums)          | 2              |
| США (Billboard Top Rock Albums)               | 6              |
| США (Billboard Top Tastemaker Albums)         | 6              |